# Tony Dobbins
Anthony Andre Dobbins, detto Tony (Washington, 23 agosto 1981), è un ex cestista e allenatore di pallacanestro statunitense naturalizzato italiano.

## Carriera
Esce dall'università di Richmond nel 2004, trovando poi spazio nelle leghe minori americane con le maglie di St. Louis SkyHawks (USBL), Asheville Altitude (NBDL) e Oklahoma Storm (USBL).
Nell'estate 2005 ottiene la cittadinanza italiana, la quale gli permette di essere ingaggiato come passaportato in Legadue dal neopromosso Basket Trapani: a dicembre dello stesso anno la società siciliana decide però di tagliarlo, con il giocatore che trova subito un ingaggio in Serie A a Livorno.
Dopo una parentesi coi greci del Makedonikos, Dobbins approda in Francia nel gennaio 2007 firmando con lo Cholet, terminando la stagione e venendo poi confermato anche per quella successiva. A partire dalla stagione 2008-09 è un giocatore dell'Orléanaise, squadra con cui ha anche debuttato in Eurolega un anno più tardi.

## Palmarès

### Squadra
- Campione NBDL (2005)
- Coppa di Francia: 2

Orléanaise: 2009-10
Strasburgo: 2014-15
- Semaine des As/Leaders Cup: 2

Cholet: 2008
Strasburgo: 2015

### Individuale
- Atlantic 10 Defensive Player of the Year (2003, 2004)